# Anti-Kriegs-Museum
El Anti-Kriegs-Museum (museo antiguerras) fue fundado en Berlín por el pacifista Ernst Fiedrich en 1925, fue destruido por los nazis en 1933 y reinaugurado en 1982 por Tommy Spree, nieto de Fiedrich.
En este museo se muestran la historia y actualidad sobre los temas guerra y paz, además de un refugio antiaéreo subterráneo original de la Segunda Guerra Mundial.
- Datos: Q574690